# Sanganeb
Sanganeb (arab. ‏سنقنيب‎) – atol koralowy na Morzu Czerwonym, na wodach terytorialnych Sudanu w Prowincji Morza Czerwonego, ok. 30 km na północny wschód od miasta Port Sudan. Od 1990 roku atol objęty jest ochroną w ramach Morskiego Parku Narodowego Sanganeb Atoll ze względu na unikatowy ekosystem rafy koralowej na stromych, podmorskich zboczach. Występuje tu wiele endemicznych i zagrożonych gatunków roślin i zwierząt (w okolicznych wodach obserwowano na przykład populacje krytycznie zagrożonego żółwia szylkretowego).
W 2016 roku atol został wpisany na listę światowego dziedzictwa UNESCO wraz z położoną bardziej na północ wyspą Mukawwar i okolicznymi morskimi ekosystemami.